# Frantz Eberhard von Speckhahn
Frantz Eberhard von Speckhahn (Speckhan) (født 2. april 1628 i Königsberg, død 26. december 1697 i Ribe) var en dansk gehejmeråd.
Hans forældre var Johan Eberhard Speckhahn, oberst og kommandant i Frederiksstad i Norge, og Anna Jeckel. Om hans ungdom vides kun lidt; han tjente under Turenne i Frankrig og kom i en alder af ca. 30 år i den danske konges tjeneste, hvor han forstod at gøre sig yndet af Frederik III; 1658 blev han major ved Livregimentet til Fods, og 1661 udnævnte kongen ham til ceremonimester, uagtet han ikke var adelsmand. Endnu under samme konge, der også synes at have anvendt Speckhahn i diplomatisk ærende, blev han 1669 oberstløjtnant ved Livgarden til Hest. Af Christian V blev han 1670 optaget i adelstanden; 1681 fik han overhofmarskalsembede, og som sådan forestod han i forbindelse med overkammerjunker Adam Levin Knuth og rentemester Peter Brandt hofholdningen; men 1½ år efter fjernedes han fra hoffet, uden at vi kunne se, hvad grunden dertil har været, og udnævntes (1683) til stiftsbefalingsmand over Ribe Stift samt amtmand over Riberhus Amt. Samtidig fik han titel af gehejmeråd, og året efter gav kongen ham Det hvide Bånd. Han døde i Ribe 26. december 1697.
Speckhan var gift med den 1646 afdøde borgmester Reinholt Hansens enke, Birgitte Dichmann, der stod i nøje forhold til den ulfeldtske familie; hun levede endnu i juli 1660, da Corfitz Ulfeldt og Leonora Christina efter deres flugt fra Malmø tog ind i hendes hus. Faktisk er det imidlertid, at Speckhahn 26. januar samme år fik bevilling til at vies i hjemmet til Birgitte, afgangne Vilhelm Edingers; muligt er det, at de to kvinder af navnet Birgitte er identiske, uagtet der ellers intet vides om Birgitte Dichmanns ægteskab med denne Edinger; muligt er det også, at der i kancelliregistranten, hvori bevillingen er indført, er en skrivefejl.
Efter sin første hustrus død ægtede Speckhahn 26. oktober 1670 Elisabeth von Raben (10. november 1640 -29. august 1706), der havde været hofjomfru hos dronning Sophie Amalie.